# Péter Papp
Péter Papp (Seghedino, 6 ottobre 1930 – Budapest, 16 settembre 1958) è stato un cestista ungherese.

## Carriera
Con l'Ungheria ha disputato i Giochi olimpici di Helsinki 1952 e due edizioni dei Campionati europei (1953, 1955).